# Viktor Tichonov (född 1988)
Viktor Vasiljevitj Tichonov (ryska: Виктор Васильевич Тихонов), född 12 maj 1988 i Riga, Lettiska SSR, Sovjetunionen, är en rysk professionell ishockeyspelare som spelar för Arizona Coyotes i NHL. Han är sonson till tränaren Viktor Tichonov.

## Barndom
Tichonov föddes i Riga, där hans far Vasilij tränade Dynamo Riga. När han var ett år gammal flyttade familjen till Finland där fadern ledde laget Ässät. Mellan åren 1992 och 1999 bodde familjen i USA, först i San Jose, Kalifornien där fadern blev målvaktstränare i San Jose Sharks farmarlag Kentucky Throughblades och senare i Lexington, Kentucky. Viktor fostrades i ungdomslaget Bluegrass Blades i Los Gatos, Kalifornien.
2002 flyttade familjen än en gång, denna gång till Schweiz där Viktor vann sitt första mästerskap med laget Langau. Ett år senare hamnade Tichonov i Ryssland för första gången. Han fortsatte sin hockeyskolning i CSKA Moskva som tränades av hans farfar Viktor Tichonov.
Viktor Tichonov slutförde sin hockeyutbildning i Severstal och skrev 2006 på ett proffskontrakt med klubben.

## Proffskarrär
Viktor Tichonov spelade i Severstal fram till 2008 innan han blev draftad i första rundan som nummer 28 totalt av NHL-laget Phoenix Coyotes. Han gjorde sitt första NHL-mål 9 november 2008 mot San Jose Sharks.
21 mars 2009 gjorde Tichonov ett uppmärksammat och omstritt mål i en match mot Vancouver Canucks. I mitten av andra perioden skulle han bli utvisad för hakning på Sami Salo, men domarna avvaktade eftersom Vancouver kontrollerade pucken. Försvararna passade den mellan varandra och när Shane O'Brien skulle ta emot pucken, stötte Tichonov undan den från O'Briens klubblad, vilket gjorde att den gled in i den tomma målburen då Canucks tidigare hade tagit ut sin målvakt. Eftersom Tichonov aldrig hade kontroll över pucken godkändes målet, varefter han fick åka till utvisningsbåset.
Tichonov gjorde 8 mål och 8 assist för 16 poäng på 61 matcher i Phoenix.
I december 2009 blev han utlånad till Severstal Tjerepovets för resten av säsongen. Efter en framgångsrik sejour i KHL återvände Tichonov till Nordamerika i november 2010 och blev återigen nedskickad till farmarlaget San Antonio Rampage i AHL. Påföljande säsong, 2011/2012 återvände han till SKA Sankt Petersburg.

## Landslagskarrär
Tichonov har förutom ryskt, även lettiskt och amerikanskt medborgarskap och fick inbjudan till landslaget av samtliga tre länder. Viktor valde att representera Ryssland.
Han spelade för det ryska juniorlandslaget i Juniorvärldsmästerskapet i ishockey 2008 och blev utnämnd till bästa forward.
Tichonov blev uttagen till seniorlandslaget inför Världsmästerskapet i ishockey för herrar 2014 där Ryssland vann guld. Tichonov vann poängligan i turneringen.